# Associazione Calcio Viareggio 1998-1999
Questa pagina raccoglie le informazioni riguardanti l'Associazione Calcio Viareggio nelle competizioni ufficiali della stagione 1998-1999.

## Stagione
Fanciullacci diventa presidente a tutti gli effetti. Viene chiamato Roberto Pruzzo in panchina, al suo esordio come allenatore. Via Empoli, arriva un giovane di belle speranze, Antonio Di Natale. Con Bonuccelli formerà una coppia di attacco da 27 goal complessivi. Soprattutto fuori casa, con spazi larghi, i due vanno a nozze, dimostrando un'intesa incredibile. Il problema sono le partite casalinghe. La salvezza è agevole, lottando anche per la zona play-off, ma la squadra sembra né carne né pesce. Il Viareggio molla nelle ultime partite e Pruzzo si dimette.

## Rosa
| N. |                   | Ruolo | Calciatore           |
| -- | ----------------- | ----- | -------------------- |
|    | Italia (bandiera) | D     | Simone Alunni        |
|    | Italia (bandiera) |       | Luca Balbi           |
|    | Italia (bandiera) | D     | Samuele Barsotti     |
|    | Italia (bandiera) | C     | Matteo Bellucci      |
|    | Italia (bandiera) | A     | Paolo Bernardi       |
|    | Italia (bandiera) |       | Matteo Bertaccini    |
|    | Italia (bandiera) |       | Claudio Bertoneri    |
|    | Italia (bandiera) | P     | Giorgio Bianchi      |
|    | Italia (bandiera) | A     | Vitaliano Bonuccelli |
|    | Italia (bandiera) | C     | Rossano Casoni       |
|    | Italia (bandiera) | D     | Massimo Castelli     |
|    | Italia (bandiera) | C     | Vincenzo Coppola     |
|    | Italia (bandiera) | A     | Cristiano Cosimani   |
|    | Italia (bandiera) | C     | Sergio D'Autilia     |
|    | Italia (bandiera) | A     | Antonio Di Natale    |
|    | Italia (bandiera) | A     | Gianni Florio        |

| N. |                      | Ruolo | Calciatore           |
| -- | -------------------- | ----- | -------------------- |
|    | Italia (bandiera)    | D     | Emanuele Franzoni    |
|    | Italia (bandiera)    | D     | Andrea Gazzoli       |
|    | Italia (bandiera)    | D     | Daniele Giannotti    |
|    | Italia (bandiera)    | C     | Claudio Greco        |
|    | Italia (bandiera)    | C     | Giansimone Leonildi  |
|    | Italia (bandiera)    | D     | Massimo Macelloni    |
|    | Italia (bandiera)    | C     | Nicola Mariniello    |
|    | Italia (bandiera)    | C     | Alessandro Menicucci |
|    | Italia (bandiera)    | A     | Matteo Michi         |
|    | Italia (bandiera)    | C     | Simone Orsolini      |
|    | Italia (bandiera)    |       | Giovanni Paglianti   |
|    | Italia (bandiera)    | C     | Alberto Reccolani    |
|    | Italia (bandiera)    | A     | Pietro Somma         |
|    | Italia (bandiera)    | D     | Giammario Specchia   |
|    | Italia (bandiera)    |       | Fabrizio Trezzi      |
|    | Rep. Ceca (bandiera) | P     | Milan Zahalka        |